# Centriscops
Centriscops is een monotypisch geslacht van straalvinnige vissen uit de familie van snipmesvissen (Centriscidae). Het geslacht is voor het eerst wetenschappelijk beschreven in 1862 door Gill.

## Soort
- Centriscops humerosus (Richardson, 1846)